# Tioconazol
Tioconazol ist ein Arzneistoff zur Behandlung von Pilzinfektionen der Haut und Schleimhäute durch Dermatophyten, Hefen und Schimmelpilzen sowie bei Pityriasis versicolor und Erythrasma.

## Klinische Angaben

### Gegenanzeigen (Kontraindikationen)
Anwendung am Auge.

## Chemie, Isomerie
Tioconazol ist ein chiraler Arzneistoff und enthält ein Stereozentrum. Es gibt also zwei Stereoisomere, die (R)-Form und die (S)-Form. Die Handelspräparate enthalten den Arzneistoff als Racemat [1:1-Gemisch der (R)- und (S)-Isomere].
Zur Synthese wird 1-(2,4-Dichlorphenyl)-2-(1H-imidazol-1-yl)-ethanol (ein Zwischenprodukt der Miconazol-Synthese) mit Natriumhydrid deprotoniert und anschließend mit 2-Chlor-3-(chlormethyl)-thiophen umgesetzt.

## Handelsnamen
Monopräparate

Mykontral (D), Trosyd (A, CH)
Die benannten Präparate sind nicht mehr erhältlich.